# 應家柏
應家柏，GBS，JP（？—），人稱「老應」、「應總」、「EB」，德國人，2007年2月1日起出任香港賽馬會行政總裁。

## 生平
應家柏在德國科隆大學畢業，修讀科目包括經濟、財經、統計學、保險及工商管理。他曾在德國賽馬及育馬官方機構 Direktorium für Vollblutzucht und Rennen（DVR）擔任行政總裁。1998年獲香港賽馬會聘請，成為賽馬事務總監，2000年擔任賽馬事務執行總監。2006年4月起出任香港協辦2008年奧林匹克運動會馬術比賽公司董事。2006年9月28日擊敗澳洲籍前英國賽馬會行政總裁Greg Nichols，獲委任於2007年2月1日起接替退休的黃至剛出任香港賽馬會行政總裁。
應家柏本身熱愛賽馬，有豐富賽馬知識，對純種馬育馬亦有經驗及成績，在香港以外地區擁有馬匹；他亦喜愛足球，在大學時代，曾在德國職業足球聯賽參賽。
2009年7月，應家柏獲香港政府委任為太平紳士，其後於2016年再獲香港政府頒授金紫荊星章。他於2019年獲香港理工大學榮譽博士銜。
2024年7月，應家柏獲授日本旭日中綬章，肯定了對日本賽馬業及純種馬育馬業以及為加強香港和日本關係的貢獻。

## 公職
- 亞洲賽馬聯盟評分及賽事策劃諮委會主席
- 第29屆奧林匹克運動會馬術比賽（香港）有限公司董事（2006年4月至2008年）
- 國際賽馬組織聯盟主席（2021年10月至今）
- 國際馬匹體育聯盟主席（2022年4月至今）

## 外部連結
- 馬會宣佈候任行政總裁人選 （页面存档备份，存于） 2006年9月28日
- 馬會選總裁鄺其志出局 Archive.today的存檔，存档日期2013-01-05 東方日報 2006年8月16日
- 上馬有暗湧 鄺其志得罪邊個？[永久] 蘋果日報 2006年8月18日
- 新任馬會行政總裁勾畫「同一馬會、同一團隊、同一目標」理念 （页面存档备份，存于） 香港賽馬會